# Macarisia ellipticifolia
Macarisia ellipticifolia är en tvåhjärtbladig växtart som beskrevs av Arenes. Macarisia ellipticifolia ingår i släktet Macarisia, och familjen Rhizophoraceae. Inga underarter finns listade i Catalogue of Life.